# Elezioni parlamentari in Grecia del 2019

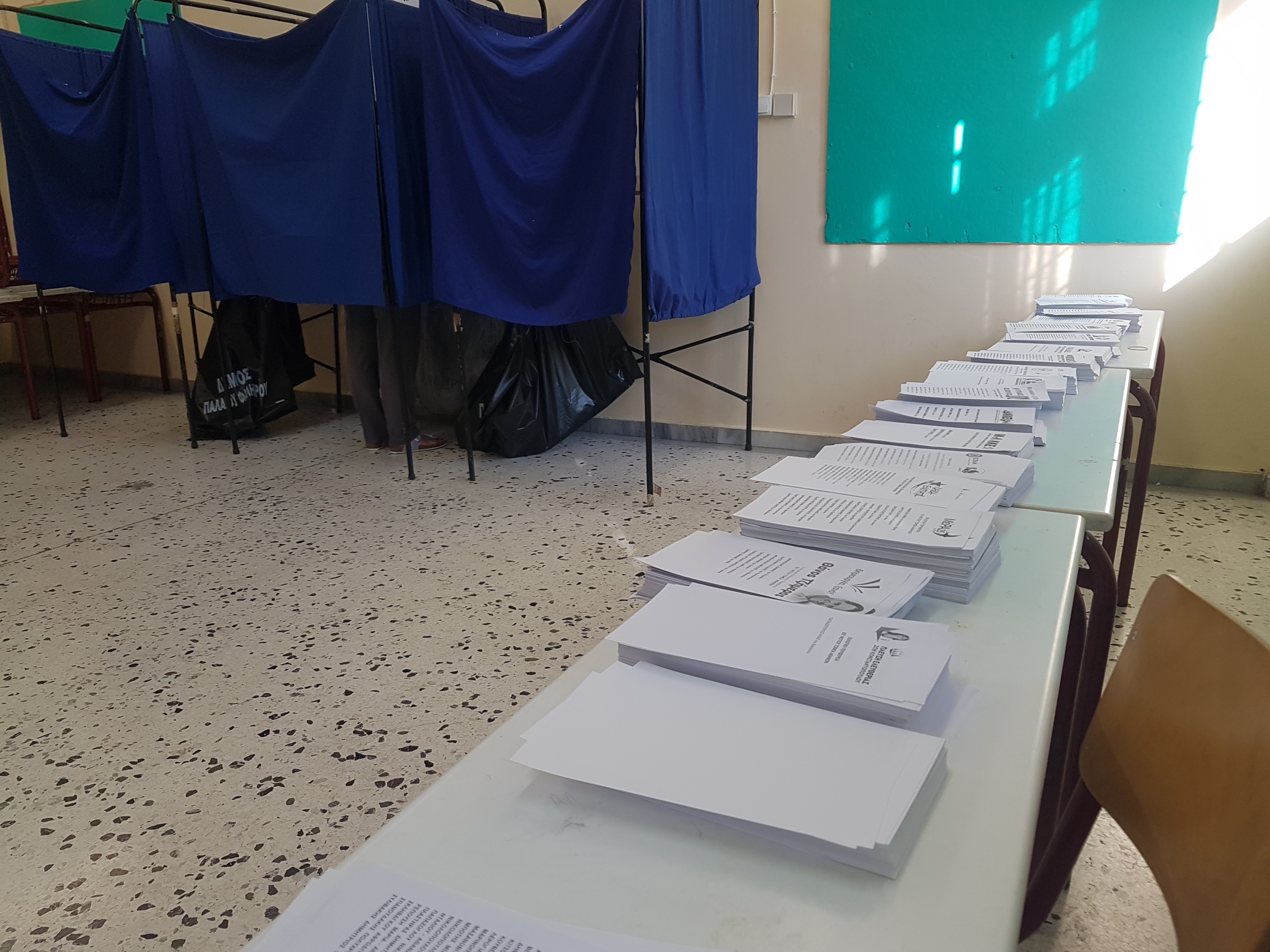
Un seggio elettorale

Le elezioni parlamentari in Grecia del 2019 si sono tenute il 7 luglio per il rinnovo del Parlamento ellenico.
Le elezioni si sono tenute pochi mesi prima della naturale scadenza della legislatura, per volere del Primo ministro Alexīs Tsipras a seguito della vittoria del partito d'opposizione di centro-destra Nea Dimokratia alle europee e si sono concluse con la vittoria e nomina a Primo Ministro di Kyriakos Mītsotakīs.
I seggi sono stati aperti dalle 7:00 locali (le 6:00 italiane) alle 19:00 locali (le 18:00 italiane).

## Contesto

### Procedimento elettorale
I 300 seggi del Parlamento ellenico vengono distribuiti così: 250 seggi sono assegnati con il metodo proporzionale con una percentuale minima (sbarramento) per accedere al Parlamento del 3%; i restanti 50 seggi sono assegnati automaticamente al partito (non alla coalizione) che riceve più voti.
Per avere la maggioranza parlamentare un partito o una coalizione dovrebbe controllare 151 seggi su 300. Le schede bianche o nulle, così come i voti per le forze politiche che non hanno raggiunto lo sbarramento del 3% non sono conteggiate per l'assegnazione dei seggi.

### Parlamento uscente
| Partito                                     | 20 set 2015 (Elezioni) | 6 lug 2019 (Pre-elezioni) |
| ------------------------------------------- | ---------------------- | ------------------------- |
| Coalizione della Sinistra Radicale (SYRIZA) | 145 / 300              | 145 / 300                 |
| Nuova Democrazia (ND)                       | 75 / 300               | 75 / 300                  |
| Alba Dorata (XA)                            | 17 / 300               | 17 / 300                  |
| Movimento Socialista Panellenico (PASOK)    | 17 / 300               | 17 / 300                  |
| Partito Comunista di Grecia (KKE)           | 15 / 300               | 15 / 300                  |
| To Potami                                   | 11 / 300               | 11 / 300                  |
| Greci Indipendenti (ANEL)                   | 10 / 300               | 10 / 300                  |

### Sondaggi
| Fonte               | Data       | SYRIZA | ND   | XA  | Potami | KKE | ANEL | PASOK | EK  | LAE | Altri |
| ------------------- | ---------- | ------ | ---- | --- | ------ | --- | ---- | ----- | --- | --- | ----- |
| Youtrend.it         | 25/05/2019 | 27,4   | 34,8 | 6,9 | 1,9    | 6,4 | 1,2  | 7,5   | 2,2 | 1,4 | 10,3  |
| Il Fatto Quotidiano | 27/06/2019 | 24     | 31   | 3,5 | -      | 5   | -    | 7     | -   | -   | 29,5  |
| Money.it            | 5/07/2019  | 27     | 42,5 | 3,5 | -      | 5,5 | -    | 8     | 2   | -   | 11,5  |

## Risultati
| Nuova Democrazia (ND)                                           | 2 251 618 | 39,85 | 158 |  |  |  |
| Coalizione della Sinistra Radicale (Syriza)                     | 1 781 057 | 31,53 | 86  |  |  |  |
| Movimento per il Cambiamento (KINAL)                            | 457 623   | 8,10  | 22  |  |  |  |
| Partito Comunista di Grecia (KKE)                               | 299 621   | 5,30  | 15  |  |  |  |
| Soluzione Greca (EL)                                            | 209 290   | 3,70  | 10  |  |  |  |
| Fronte della Disobbedienza Realistica Europea (MeRA25)          | 194 576   | 3,44  | 9   |  |  |  |
| Alba Dorata (XA)                                                | 165 620   | 2,93  | –   |  |  |  |
| Rotta di Libertà                                                | 82 786    | 1,47  | –   |  |  |  |
| Unione dei Centristi (EK)                                       | 70 178    | 1,24  | –   |  |  |  |
| Dimiourgia, xana! (DI.XAN.)                                     | 41 631    | 0,74  | –   |  |  |  |
| EPAM - AKKEL                                                    | 28 313    | 0,50  | –   |  |  |  |
| Antarsya                                                        | 23 239    | 0,41  | –   |  |  |  |
| Unità Popolare (LAE)                                            | 15 612    | 0,28  | –   |  |  |  |
| Assemblea dei Greci                                             | 14 079    | 0,25  | –   |  |  |  |
| Partito Comunista di Grecia (marxista-leninista) (KKE(m-l))     | 7 760     | 0,14  | –   |  |  |  |
| Partito Comunista Marxista-Leninista di Grecia (M-L KKE)        | 2 706     | 0,05  | –   |  |  |  |
| Partito Rivoluzionario dei Lavoratori (EEK)                     | 1 719     | 0,03  | –   |  |  |  |
| Organizzazione dei Comunisti Internazionalisti di Grecia (OKDE) | 1 576     | 0,03  | –   |  |  |  |
| Syn...fonia dei Partiti Politici                                | 51        | 0,00  | –   |  |  |  |
| Indipendenti                                                    | 472       | 0,01  | –   |  |  |  |
| Totale                                                          | 5 649 527 | 100   | 300 |  |  |  |
|                                                                 |           |       |     |  |  |  |
| Voti non validi                                                 | 120 117   | 2,08  |     |  |  |  |
| Votanti                                                         | 5 769 644 | 57,78 |     |  |  |  |
| Elettori                                                        | 9 984 934 |       |     |  |  |  |

| Riepilogo dei voti (+/- elezioni IX-2015)     | Riepilogo dei voti (+/- elezioni IX-2015)     | Riepilogo dei voti (+/- elezioni IX-2015)     | Riepilogo dei voti (+/- elezioni IX-2015) | Riepilogo dei voti (+/- elezioni IX-2015) | Riepilogo dei voti (+/- elezioni IX-2015) | Riepilogo dei voti (+/- elezioni IX-2015) |
| --------------------------------------------- | --------------------------------------------- | --------------------------------------------- | ----------------------------------------- | ----------------------------------------- | ----------------------------------------- | ----------------------------------------- |
| Nuova Democrazia                              | Nuova Democrazia                              | Nuova Democrazia                              |                                           |                                           | 39,85%                                    | ▲ 11,76                                   |
| Coalizione della Sinistra Radicale            | Coalizione della Sinistra Radicale            | Coalizione della Sinistra Radicale            |                                           |                                           | 31,53%                                    | ▼ 3,91                                    |
| Movimento per il Cambiamento                  | Movimento per il Cambiamento                  | Movimento per il Cambiamento                  |                                           |                                           | 8,10%                                     | ▲ 1,55                                    |
| Partito Comunista di Grecia                   | Partito Comunista di Grecia                   | Partito Comunista di Grecia                   |                                           |                                           | 5,30%                                     | ▼ 0,32                                    |
| Soluzione Greca                               | Soluzione Greca                               | Soluzione Greca                               |                                           |                                           | 3,70%                                     | ▲ 3,70                                    |
| Fronte della Disobbedienza Realistica Europea | Fronte della Disobbedienza Realistica Europea | Fronte della Disobbedienza Realistica Europea |                                           |                                           | 3,44%                                     | ▲ 3,44                                    |
| Alba Dorata                                   | Alba Dorata                                   | Alba Dorata                                   |                                           |                                           | 2,93%                                     | ▼ 4,06                                    |
| Rotta di Libertà                              | Rotta di Libertà                              | Rotta di Libertà                              |                                           |                                           | 1,47%                                     | ▲ 1,47                                    |
| Unione dei Centristi                          | Unione dei Centristi                          | Unione dei Centristi                          |                                           |                                           | 1,24%                                     | ▼ 2,19                                    |
| Altri <1,00%                                  | Altri <1,00%                                  | Altri <1,00%                                  |                                           |                                           | 2,44%                                     | ▼ 1,11                                    |
| Riepilogo dei seggi (+/- elezioni IX-2015)    |                                               |                                               |                                           |                                           |                                           |                                           |
|                                               |                                               |                                               |                                           |                                           |                                           |                                           |
| KKE                                           | 15                                            | ━                                             |                                           | MeRA25                                    | 9                                         | ▲ 9                                       |
| Syriza                                        | 86                                            | ▼ 59                                          |                                           | KINAL                                     | 22                                        | ▲ 5                                       |
| ND                                            | 158                                           | ▲ 83                                          |                                           | EL                                        | 10                                        | ▲ 10                                      |
| XA                                            | 0                                             | ▼ 18                                          |                                           | To Potami                                 | 0                                         | ▼ 11                                      |
| ANEL                                          | 0                                             | ▼ 10                                          |                                           | EK                                        | 0                                         | ▼ 9                                       |